# Ibara (Okayama)
Ibara (jap. 井原市, -shi) ist eine Stadt in der japanischen Präfektur Okayama.
Ibara liegt östlich von Fukuyama und westlich von Okayama. Die Stadt Ibara wurde am 30. März 1953 gegründet.
Die Stadt ist an die Nationalstraßen 313, 486 und mit der Bahn an die Ibara Ibara-Linie angeschlossen.
Es existiert seit 1981 eine Städtepartnerschaft mit Tongyeong und seit 1996 eine mit Jiujiang.

## Angrenzende Städte und Gemeinden
- Kasaoka
- Sōja
- Takahashi (Okayama)
- Fukuyama

## Persönlichkeiten
- Kazuya Okamura (* 1987), Fußballspieler